# 银砂槐
银砂槐（学名：Ammodendron bifolium）为豆科银砂槐属下的一个种。生长在较干旱的砂石地带。